# Stefano Rodotà

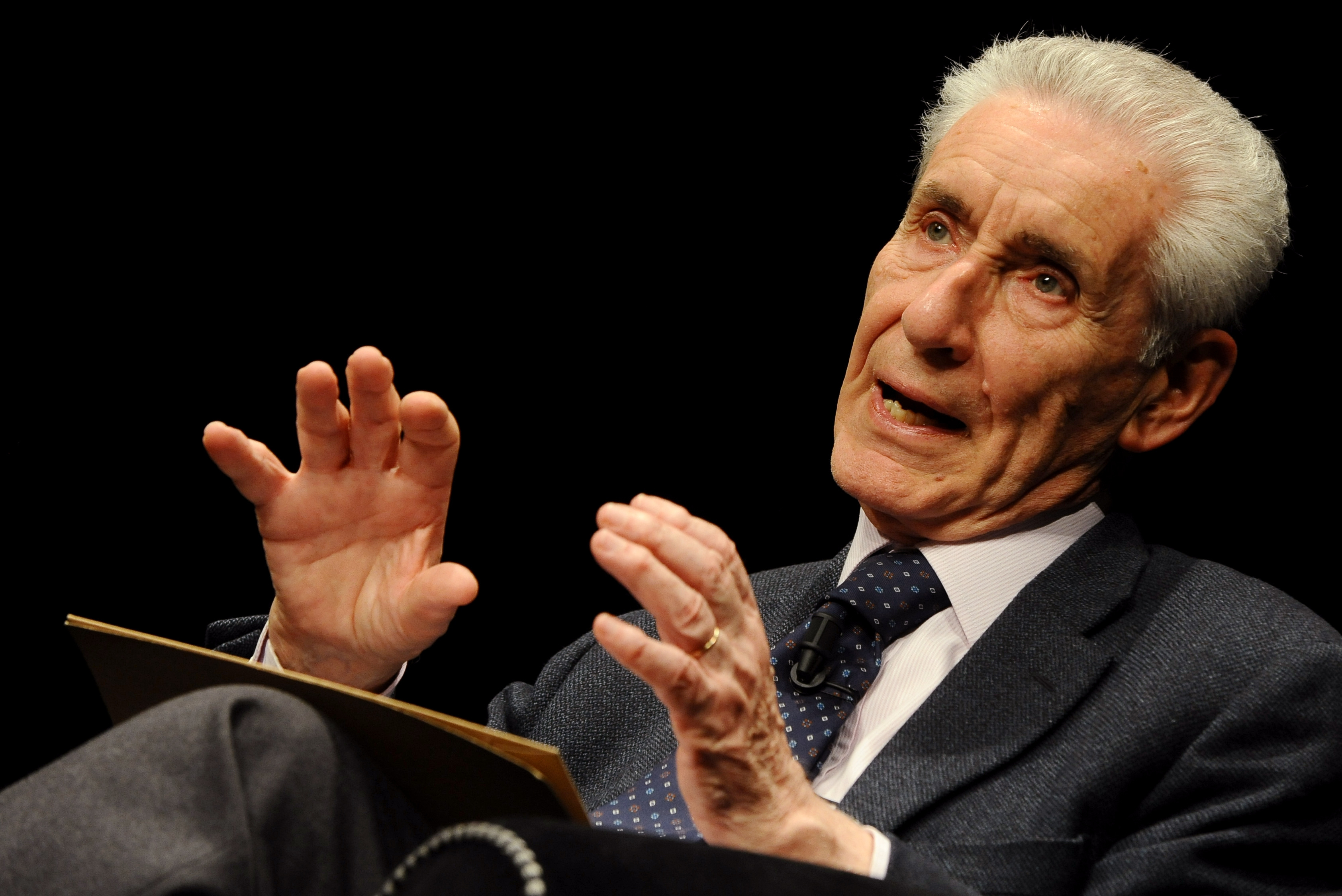
Stefano Rodotà (2013)

Stefano Rodotà (* 30. Mai 1933 in Cosenza; † 23. Juni 2017 in Rom) war ein italienischer Jurist, Hochschullehrer, Politiker und Autor zahlreicher Bücher auch nicht-juristischen Charakters.
Rodotà absolvierte ein Studium der Jurisprudenz an der Universität La Sapienza in Rom, das er 1955 bei dem Rechtsphilosophen Emilio Betti abschloss. An der gleichen Universität wurde Rodotà später ordentlicher Professor für Zivilrecht. Als Gastprofessor hat er an zahlreichen Universitäten des In- und Auslandes gelehrt, u. a. am All Souls College Oxford, der Stanford School of Law und an der Rechtswissenschaftlichen Fakultät der Universität Paris I Panthéon-Sorbonne. Von 1979 bis 1994 war er Mitglied der italienischen Abgeordnetenkammer, zunächst als unabhängiger Kandidat für die Kommunistische Partei Italiens, seit 1983 für die Liste der Sinistra Indipendente und daraufhin für die PDS. 1989 wurde er als Justizminister im Schattenkabinett von Achille Occhetto aufgestellt. Vom 30. April bis zum 4. Juni 1992 wirkte er als Vizepräsident der Abgeordnetenkammer. Von 1997 bis 2005 war er erster Vorsitzender der neu gegründeten unabhängigen Behörde für den Datenschutz (Garante per la protezione dei dati personali).
Im April 2013 plädierten die populistische MoVimento 5 Stelle und später auch die ökologische Linkspartei SEL (Sinistra Ecologia Libertà) dafür, bei der anstehenden Wahl eines neuen italienischen Staatspräsidenten (Nachfolger für den vermeintlich scheidenden Giorgio Napolitano) für Rodotà zu stimmen.

## Schriften (Auswahl)
- Il problema della responsabilità civile, Giuffrè, Milano 1964
- Il diritto privato nella società moderna, Il Mulino, Bologna 1971
- Elaboratori elettronici e controllo sociale, Il Mulino, Bologna 1973
- Il terribile diritto. Studi sulla proprietà privata, Il Mulino, Bologna 1981
- Repertorio di fine secolo, Laterza, Roma-Bari 1992
- Tecnologie e diritti, Il Mulino, Bologna 1995
- Tecnopolitica: la democrazia e le nuove tecnologie della comunicazione, Laterza, Roma-Bari 1997
- Elogio del moralismo, Laterza, Roma-Bari 2011
- (Hrsg.): Alle origini della Costituzione, Il Mulino, Bologna 1998